# Kvarndådra
Kvarndådra (Alyssum hirsutum) är en korsblommig växtart som beskrevs av Friedrich August Marschall von Bieberstein. Enligt Catalogue of Life ingår Kvarndådra i släktet stenörter och familjen korsblommiga växter, men enligt Dyntaxa är tillhörigheten istället släktet stenörter och familjen korsblommiga växter. Arten förekommer tillfälligt i Sverige, men reproducerar sig inte.

## Underarter
Arten delas in i följande underarter:
- A. h. caespitosum
- A. h. hirsutum